# Pomona Italiana
La Pomona Italiana è sia la prima che la più importante opera iconografica della pomologia italiana.
L'Opera è stata realizzata dal 1817 al 1839 da Giorgio Gallesio, funzionario e diplomatico della Repubblica di Genova e poi, per breve periodo, del Regno di Sardegna.

## L'autore
Giorgio Gallesio nacque nel 1772 a Finalborgo (oggi Finale Ligure, Savona) ed ancora giovanissimo assunse compiti amministrativi e diplomatici nella Repubblica di Genova, in un periodo di crisi delle istituzioni che porteranno dopo decenni di intrighi da parte dei sabaudi alla presa di potere a Genova dei Savoia, in seguito alle decisioni ottenute a tavolino nel Congresso di Vienna.
In un primo periodo Gallesio cercò di essere presente agli eventi, partecipò infatti ancora giovanissimo al Congresso di Vienna, ed in seguito alla presa di potere nella Repubblica di Genova da parte dei Savoia ne ottenne anche incarichi e riconoscimenti nobiliari a riconoscimento dei suoi meriti, tesi forse ad assimilarlo.
Probabilmente amareggiato e deluso dagli eventi politici a cui ebbe ad assistere, si ritirò a soli 45 anni di età dalla vita pubblica, e decise di dedicarsi alla propria vita privata, ed alla cura delle sue proprietà nel finalese, ma dedicandosi con impegno alla ricerca botanica, ed alla preparazione di un'opera pomologica che notò come mancante dal panorama editoriale italiano.
La preparazione dell'opera lo accompagnerà per tutta la sua vita, morì infatti ad opera non completata, nel 1839 a Firenze.
Sebbene il Gallesio avesse un'ampia cultura umanistica e illuminista, non aveva peraltro, all'origine, una profonda conoscenza di base di botanica convenzionale; questo gli permise di muoversi in questo campo senza pregiudizi, accumulando invece una altissima preparazione, basata sulla sua intelligenza critica, sui suoi studi, e sulla enorme quantità di contatti che riuscì a tenere, con la grande mole di esperimenti che condusse personalmente nei suoi possedimenti, e la mole di dati che ottenne direttamente con i suoi viaggi.
Non trascurò alcun dato che provenisse da qualsiasi origine, e fu sempre attento a verificarlo puntualmente di persona, producendo poi tesi scientifiche di rilievo, di certo notevoli per il suo tempo.

## L'opera
La Pomona Italiana è soprattutto un'opera descrittiva, per immagini e testi, del panorama pomologico italiano, riguardante i fruttiferi più noti distinti per varietà, queste esaminate per caratteristiche, ambiente e localizzazioni geografiche.
L'opera presenta una struttura affatto peculiare, essendo preparata per argomenti o "articoli", in totale di 156, raccolti in 41 fascicoli.
I fascicoli furono inviati agli associati all'opera (una sorta di abbonati che si assumevano l'impegno di pagare una cifra prefissata ogni fascicolo), quindi erano gli associati che erano i finanziatori dell'opera, e che dovevano poi provvedere a loro cura alla rilegatura che poteva essere realizzata in due, tre o quattro volumi, a scelta.
L'opera fu realizzata di altissimo livello (e costo) in formato "in folio" (circa 50 cm), su carta finissima e con caratteri e finiture di grandissimo pregio.
Ogni articolo era dotato di una (o più) immagini a piena pagina, stampate a riga sottile e colorate rigorosamente a mano da qualificati artisti, all'immagine faceva seguito il testo connesso. Le 160 illustrazioni dell'opera furono realizzate da: Antonio Basoli, Carolina e Isabella Bozzolini, Rachele Cioni, Domenico Del Pino, Bianca Mojon, Antonio Serantoni, (illustratori) e da: Paolo Fumagalli, Bernardino Rosaspina, Giuseppe Pera, Carlo Lasinio, Antonio Verico e altri (incisori).
Il livello di costo quindi fu enorme, largamente al di sopra della possibilità della maggior parte della popolazione, anche dei ceti più agiati.
In conseguenza furono stampate solo circa 176 copie soprattutto dedicate a sovrani o ad appassionati che si potevano permettere il costo.
Lo sviluppo dei fascicoli non era connesso ad un ordine preordinato, ma seguiva lo sviluppo degli interessi dell'autore, delle sue possibilità, e delle sue ricerche.
Il lato economico dell'impresa fu sempre critico, e fu sempre ampiamente sostenuto da afflussi di denaro che provenivano dal patrimonio del Gallesio stesso, soprattutto per il finanziamento dei viaggi, e per le spese degli artisti (italiani e stranieri) che collaborarono all'opera.
La sede di fatto della edizione fu la residenza del Gallesio in Finale, mentre il lavoro di stampa fu affidato alla Tipografia Niccolò Capurro in Pisa, considerata la più pregiata all'epoca, «co' caratteri de' FF. Amoretti».
Il lavoro di edizione fu gravato anche da questione amministrative, come i fascicoli perduti, non pagati, e le richieste degli associati che chiedevano lo sviluppo di argomenti specifici a loro gradimento, (molto richiesta fu una collezione dei fascicoli delle uve), in qualche caso fu dato seguito alle richieste. 
A tutto questo fece fronte direttamente l'autore.
Era comunque obiettivo ed interesse del Gallesio che l'opera fosse quanto più possibile italiana, e quindi non strettamente limitata ad un tipo di frutto, o ad una regione; in questo senso il suo impegno gli permise anche di esaminare fruttiferi "nuovi" nella coltivazione europea, come il dattero; o minori, come il giuggiolo, riuscendo in buona misura, (se si considerano criticamente le sue condizioni), a raggiungere sostanzialmente l'obiettivo.
L'associato tipico dell'opera non avrebbe permesso un eccessivo ampliamento del lato scientifico, (la maggior parte degli associati voleva solo che l'opera fosse "bella"), quindi il Gallesio preparò una serie di opuscoli, detti "trattati" in cui era affrontata in modo piuttosto evoluto la parte scientifica degli argomenti ritenuti di maggior rilievo.
I trattati erano inviati in omaggio, allegati ai fascicoli maggiori, e trovarono così adeguata pubblicazione, in attesa (come lui stesso affermò) che potessero trovare opportuna comprensione in futuro, cosa che si è puntualmente verificata.
Solo cinque argomenti (articoli), a costituire forse l'ultimo fascicolo, che l'autore aveva già in parte preparato, e che aveva annunciato poco prima della sua morte come di futura pubblicazione a completamento, non furono pubblicati.
L'interesse attuale per l'opera è fortemente basato sul possibile esame dello stato della pomologia dell'epoca, sia per le nozioni scientifiche allora emergenti di cui l'autore è attento raccoglitore e sperimentatore, sia per applicazione del passaggio dalla nomenclatura botanica tradizionale alla Nomenclatura binomiale.
L'opera, digitalizzata, a partire dal 2004 è disponibile in rete, in forma ipertestuale.

## Edizioni
- Giorgio Gallesio, Pomona Italiana ossia Trattato degli alberi fruttiferi, Pisa co' caratteri de' Fratelli Amoretti, presso Niccolò Capurro, ill. color.; 50 cm, 1817-1839 (per la descrizione bibliografica si veda la scheda dedicata nel catalogo SBN. Edizione rintracciabile anche presso la Biblioteca Universitaria di Genova, collocazione ATRIO RARI D 15(1-2)).
- Massimo Angelini e Maria Chiara Basadonne (a cura di), Pomona Italiana, edizione ipertestuale, Genova: Istituto Marsano, 2004, rimossa il 7 giugno 2013.
- Pomona italiana, edizione elettronica e ipertestuale a cura dell'editore Pentagora, 2004 (Per visualizzarla è necessario loggarsi al sito curato dall'editore).